# Franz Rehling
Franz Rehling (* 21. Januar 1892 in Freiburg/Elbe; † 26. Januar 1973) war Bürgermeister und Ehrenbürger der Gemeinde Freiburg (Elbe).

## Leben
Rehling besuchte die Rektorschule in Freiburg und die Baugewerkschule Buxtehude, wo er seine Prüfung als Maurermeister ablegte. 1928 wurde er Obermeister der Baugewerken-Innung. Er war über 50 Jahre lang vereidigter Schätzer der Landschaftlichen Brandkasse sowie langjähriger Beisitzer der Meisterprüfungskommission und Vorsitzender der Gesellenprüfungskommission. 13 Jahre lang unterrichtete er als Fachlehrer an der Berufsschule Kehdingen.
1924 wurde Rehling Mitglied des Kreisrats des Kreises Kehdingen (bis 1932). Noch während des Zweiten Weltkriegs wurde er Bürgermeister von Freiburg und blieb – mit einer Unterbrechung von 1945 bis 1947 – bis zu seinem Ausscheiden 1972 im Amt. Aus Altersgründen stellte er sich 1972 nicht mehr zu Wiederwahl. Von 1946 bis 1972 gehörte Rehling dem Vorstand des Niedersächsischen Gemeindetags, Abt. Stade an.
Neben seinem beruflichen und kommunalpolitischen Engagement war Franz Rehling von 1930 bis 1971 Kreisschützenmeister und von 1958 bis 1972 Kommandeur der Freiburger Schützengilde von 1598.

## Auszeichnungen
- Ehrenmeister der Baugewerken-Innung (1956)
- Ehrenbürger von Freiburg (Elbe) (1972)